# ミステリー・サークル

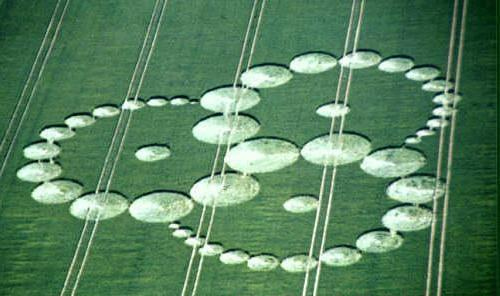
ミステリー・サークル

ミステリー・サークルは、田畑で栽培している穀物の一部が円形（サークル形）に倒される現象、あるいは、その倒された跡。円が複数組み合わされた形状や、さらに複雑な形状のものもある。英国を中心に世界中で報告されている。英語ではクロップ・サークル (Crop circle) やコーン・サークル（Corn circle）という呼称が一般的である。
1980年代に謎の現象として注目され、宇宙人説をはじめとするさまざまな原因仮説が示された。1990年代に入ってからは、製作者自身による告白や超常現象懐疑派による検証が進み、人為的なものと判明した。
ミステリー・サークルのマニア・研究家は「セレオロジスト」と自称する。これは、古代ローマの農業の女神セレスからとったものだ。

## 形状

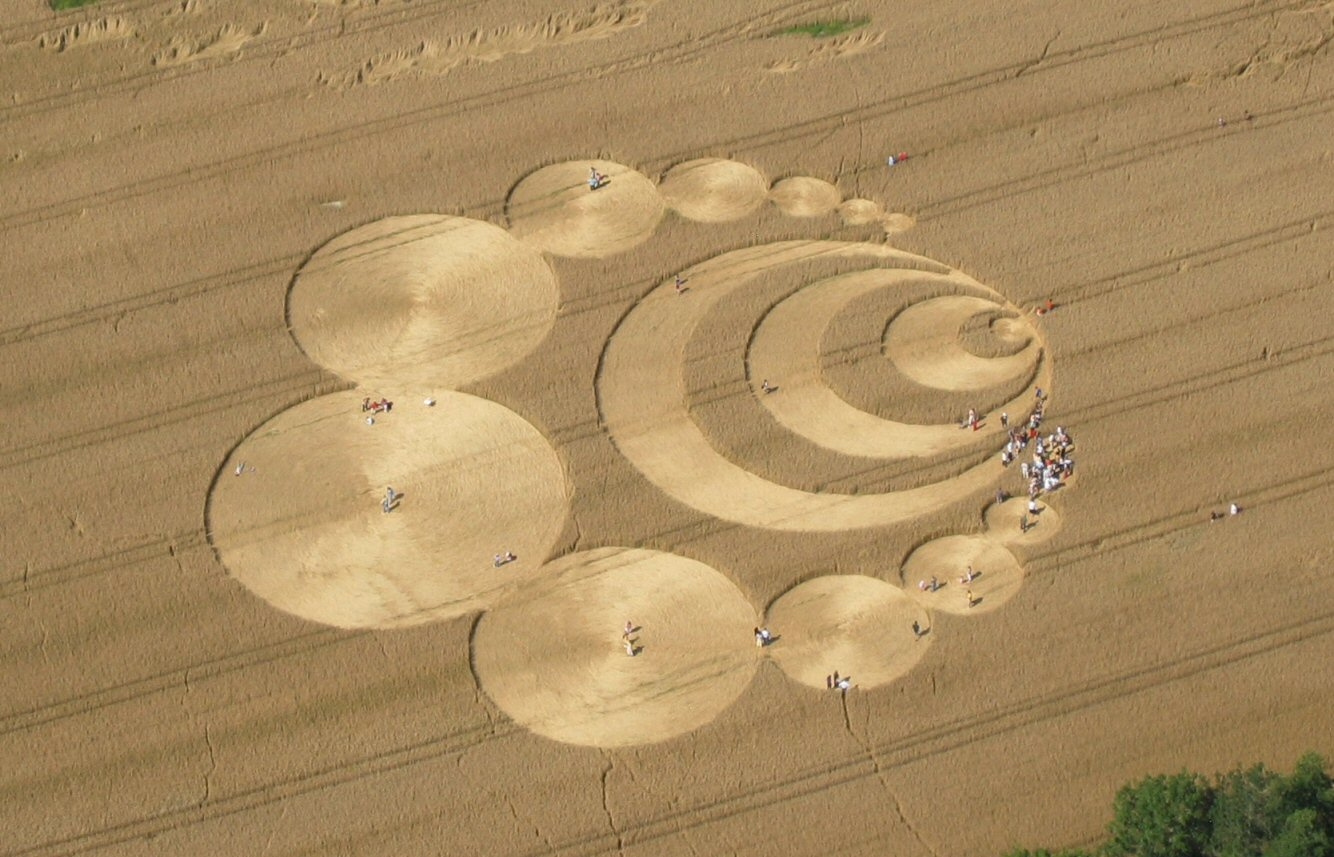
スイスで発見されたミステリー・サークル

初期には単純な円形で、次第に複雑化し、複数同時に現れるもの、長方形など直線的な部分を含むもの、大小さまざまなサークルが幾何学的配置で現れるものなどが現れた。
2000年以降は、人の顔やグレイと呼ばれるエイリアンの顔や、時空の説明と言われる図形など更に複雑化しており、これは「サークルメーカー」と呼ばれる製作者達の技術の向上によるものである。

## 発生原因

### 宇宙人説からプラズマ説まで
ミステリー・サークルの発生が頻度を増し、注目されるようになると、その発生原因に関心が持たれるようになった。宇宙人やUFOを原因とする説が目立っていた。また、これ以外にも霊やオカルト・魔術と関連付ける説も唱えられた。
さらには、こういったセンセーショナルな説に対して、より科学的な仮説としてマイクロバースト、プラズマを原因とする説も唱えられた。このような熱狂の中、あまり注目されない考え方が1つあった。特殊な手段によらず人為的に作られたもの、つまり「単なるイタズラ」とする見方である。やがて事態はある出来事によって一変した。

### 製作者の告白
1991年、イギリスのダグ・バウワー(Doug Bower)とデイブ・チョーリー(Dave Chorley)という老人2人組がミステリー・サークルの最初の製作者として名乗りを上げ、簡単な道具と人力によって一定規模のミステリー・サークルが比較的短時間で作れることを実演、この実証により一時騒がれた超常現象説は急速に廃れて人為的な創作物とされた。
この2人の男性によれば、彼らは1978年頃からミステリー・サークル作りを行うようになった。最初は年に1つか2つ程度で、1982年頃から話題になり始めると作る個数を増やした。最終的には250以上も作ったと見られる。しかし深夜での作業の上に高齢による体力の低下とダグの度重なる深夜の外出に疑念を抱いたダグの妻アイリーンが難詰したため、ダグは「作業」を告白。途中からアイリーンも加えた3人での作品作りになり、ミステリーサークル信者に混じりアイリーンも“作品”の出来を喜んでいた。
なお、彼らが告白した理由は「クロップ・サークルを宇宙人や超常現象と結びつける人があまりに増えすぎたせいで国家を始め様々な公共機関でこの現象が議論され始め、自分達の責で税金が無駄にされるのは忍びないと考えたから」である。
気象の専門家が「竜巻が原因ではないか」というと、彼らはそれを受けて故意に小さな右巻きの円の外に左巻きの円を持つサークルを作って発見させるなど、自然現象での説明を困難にしてもいた。彼らの初期の「作品」は土曜の朝に発見されていた。これはダグが妻から外出を許されていたのが金曜の夜だったからである。後に妻にばれると、妻はそのイタズラを喜びいつでも外出する許可を与えたので、後年の作品は不定期に「発見」されている。ダグ・バウワーとデイブ・チョーリーは、ミステリー・サークル製作の「功績」を称えられ、1992年にイグノーベル賞の物理学賞を受賞している。
宇宙人説やプラズマ説などを主張する者は、あまりに幾何学的な形状が現れること、あるいは、作物が編み込むように倒れていることが、人間の仕業ではないことを裏付けていると彼らに「反論」した。しかし、前者はCADを用いて本格的な設計を事前に行っていたためであり、後者は人為的に作成したものも同じ状態になることが示されている。
バウワーとチョーリーには、農場の持ち主が宣伝を目的にサークルの作成を依頼していたケースも多かった。逆に、農場主からの損害賠償訴訟が発生したケースもあった。ダグとデイブの作成した後期の「作品」には、二人の頭文字「D」が組み込まれていた。
バウワーとチョーリーだけでは全てのミステリー・サークルの説明はつかないことも指摘された。しかし、世間で騒ぎになったサークルを真似て製作した人々が多数いたことが分かっている。ミステリー・サークルを作るグループが複数あることも知られている。イギリスのケンブリッジ大学の近辺に現れたマンデルブロ集合型のミステリー・サークルは、研究仲間が作成したものだと数学者のブノワ・マンデルブロが証言している。イギリスだけでも20以上あったことが知られており、そのうちいくつかは現在でも活動している。規定時間内に独創的なミステリー・サークルを作るコンテストも行なわれている。 
ミステリー・サークル周辺を浮遊する光の球が目撃され、それに関するビデオも多数撮影されている。しかし、いずれもイタズラか捏造であることが判明している。これらは老人2人とは別のグループによるもので、懐中電灯に風船をくくりつけて飛ばしていただけだった。
イギリスのテレビ局が制作した「（前述の製作者と組んで）密かに作成したミステリー・サークルを専門家に鑑定させる」番組では、科学者側・超常現象側双方全ての専門家が人間によるイタズラと見抜くことができず、人間以外の手によって作成されたと誤って判断した。サークルの発見がほとんど月曜日であることも、それらが時間のとれる休日である土曜と日曜に作成されやすい、つまり人間による作成であることを示唆している。
イタズラであると世間が認識するにしたがって正体不明なミステリー・サークルの発生は減少、後にほぼ終息したことも、愉快犯による仕業であることを裏付けている。告白以前にミステリー・サークルについて自然現象説や宇宙人説などを語った学者らには、人工物だと見抜けなかったことから、告白以後ウソつき呼ばわりされた者もいたという。一方で、人の手によるものであることを明らかにした上で、ミステリー・サークルを一種の芸術作品や広告ビジネスとして作成し競い合う複数のグループが公然と活動するようになっている。
上記の動向により、現在では人間のイタズラ以外に原因を求める説はほぼ一掃されている。一方、それらを踏まえた上で、なお現在でも「イタズラでは説明がつかないケースもある」という主張も存在する。

## 日本でのブーム
1990年9月17日、福岡県糟屋郡篠栗町の稲田で直径20メートルと5メートルのサークルが出現した。英国のミステリー・サークルが超常現象としてテレビ番組等で紹介されていた日本では全国ネットのニュース番組で取り上げられ、多くの見物客が現地に押しかける騒ぎになった。篠栗町ではミステリー・サークルのテレホンカードを売り出すなど、町おこしに活用している。それをきっかけに2か月間に福岡県と佐賀県で5箇所で10個のサークルが出現するなど日本各地でミステリー・サークルが発見され、マスコミでも大きく取り上げられた。
篠栗町のミステリー・サークルは、超常現象否定派の物理学者である大槻義彦が発生から1週間後に現地調査を行い、同年の月刊文藝春秋12月号に「ミステリー・サークルの真犯人」と題するレポート記事を掲載。プラズマ特有の現象が確認できるとして、「プラズマ弾性体」によってできた自然現象による本物だと断定した。なお「ミステリー・サークル」という呼称は、大槻義彦が自分の造語だと主張しているが、実際には現象が話題になり始めた頃、日本国外でいくつか提唱された呼称の中にすでにあったものである。
1991年の10月、福岡県内で窃盗の常習犯として警察に検挙された高校生12人のグループが、篠栗町ミステリー・サークルを作ったのが自分たちだと自白し、いたずらと判明。大槻は「自分が調査するまでの1週間で現場が荒らされていた」「一部がいたずらであっても全てがそれで説明できるとは思わない」とする釈明コメントを出したが、この報道以降、日本におけるミステリー・サークル発生報告はほとんどなくなりブームは鎮静化した。
なお、2009年2月の大槻義彦公式ブログでは「ミステリーサークルは、ほとんどがやらせです」「ただ、古代からミステリーサークルの記録はありますから、すべてやらせとは言えないでしょう。何か未解明な気象現象が隠されているかもしれません」と、プラズマが原因と断言していたブーム当時とは違い、かなり控えめの主張となっている。

## 類似事象

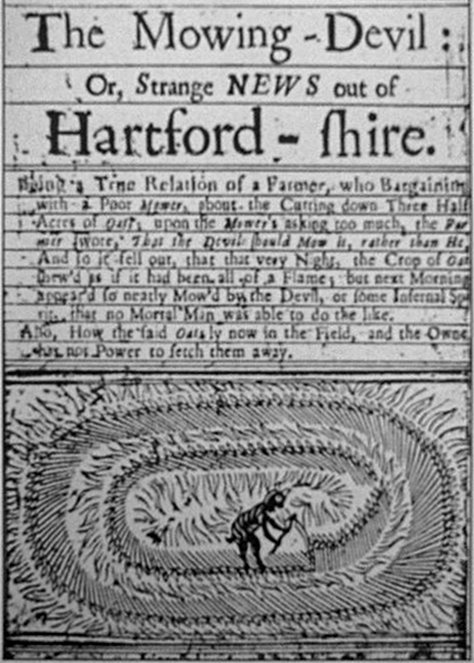
1678年に出版された「草刈デビル」の図

- 1678年の古文書に登場する、「草刈デビル（The Mowing-Devil）」という悪魔の挿絵がミステリー・サークルに似ているとして、17世紀からミステリー・サークルがあった証拠だとする説がある。ただし、挿絵を見る限りでは名前のとおり鎌を使って円形に麦を刈っている悪魔の図であり、麦が押し倒されるミステリー・サークルとは異なっている。
- ルーマニアには、ヤロレイという3人の美女が村を去る前に、村に呪いをかけるために踊った跡が草原に残り、その部分が丸く焼け残った、という民話がある。
- 宇宙人を由来とするUFOの着陸痕を「Saucer nests（円盤の巣）」と呼び、ミステリー・サークルと同一視することが多い。

## ミステリー・サークルを扱った作品
- 『サイン』 2002年のアメリカ映画
- 『遠くの空に消えた』 2007年の日本映画
- 『スライヴ THRIVE』 2011年のアメリカ映画